# Camp de Bremen-Borgward-Werke
Le camp de Bremen-Borgward-Werke est une unité de travail forcé dépendant du camp de concentration de Neuengamme, située à Brême et mise à la disposition des usines Borgward pour y participer à la construction de camions.
À partir de 1942, le cours de la guerre oblige l’Allemagne nazie à enrôler de nouvelles classes de conscrits qui laissent un vide dans les chaînes de production. Pour compenser ces pertes, les autorités mobilisent d’abord la population féminine, puis des travailleurs forcés étrangers, et finalement la population concentrationnaire. Moyennant finances, la SS organise la mise à disposition des déporté(e)s, soit en installant des entreprises à l'intérieur des camps de concentration, soit en détachant des unités de travail forcé dans des ateliers ou sur des chantiers (Kommandos extérieurs) . Sur la durée de la guerre, Neuengamme administre ainsi dans toute l'Allemagne et jusque dans les îles anglo-normandes, près de 90 Kommandos extérieurs (60 masculins et 24 féminins) qui restent rattachés à leur camp d'origine. La gestion de la main-d'œuvre concentrationnaire donne lieu à d'incessants transferts de détenu(e)s qui empêchent parfois de reconstituer un état des lieux précis des effectifs et des pertes.

## Création
Le 25 août 1944, un millier de déportés du camp de Neuengamme sont dépêchés par la SS dans le quartier de Sebaldsbrück, à Brême, pour y travailler dans les usines Borgward à fabriquer des camions pour l'armée allemande.
Le Kommando extérieur ne fonctionne que deux mois à peine. À régime, les travailleurs forcés y représentent plus de 40 pour cent des 8 000 employés de l’usine.

## Évacuation
Le 12 octobre 1944, la SS fait évacuer le camp. Une partie des détenus est renvoyée à Neuengamme, les autres sont transférés au Kommando extérieur de Lerbeck, à Porta Westfalica.

## Mémorial
Il n'existe pas de mémorial pour le Kommando Borgard-Werke.L e site de l’ancien Kommando se trouve sur le site actuel de Daimler-Benz AG à Sebaldsbrück.